# Hechtia epigyna
Hechtia epigyna là một loài thực vật có hoa trong họ Bromeliaceae. Loài này được Harms mô tả khoa học đầu tiên năm 1935.

## Hình ảnh

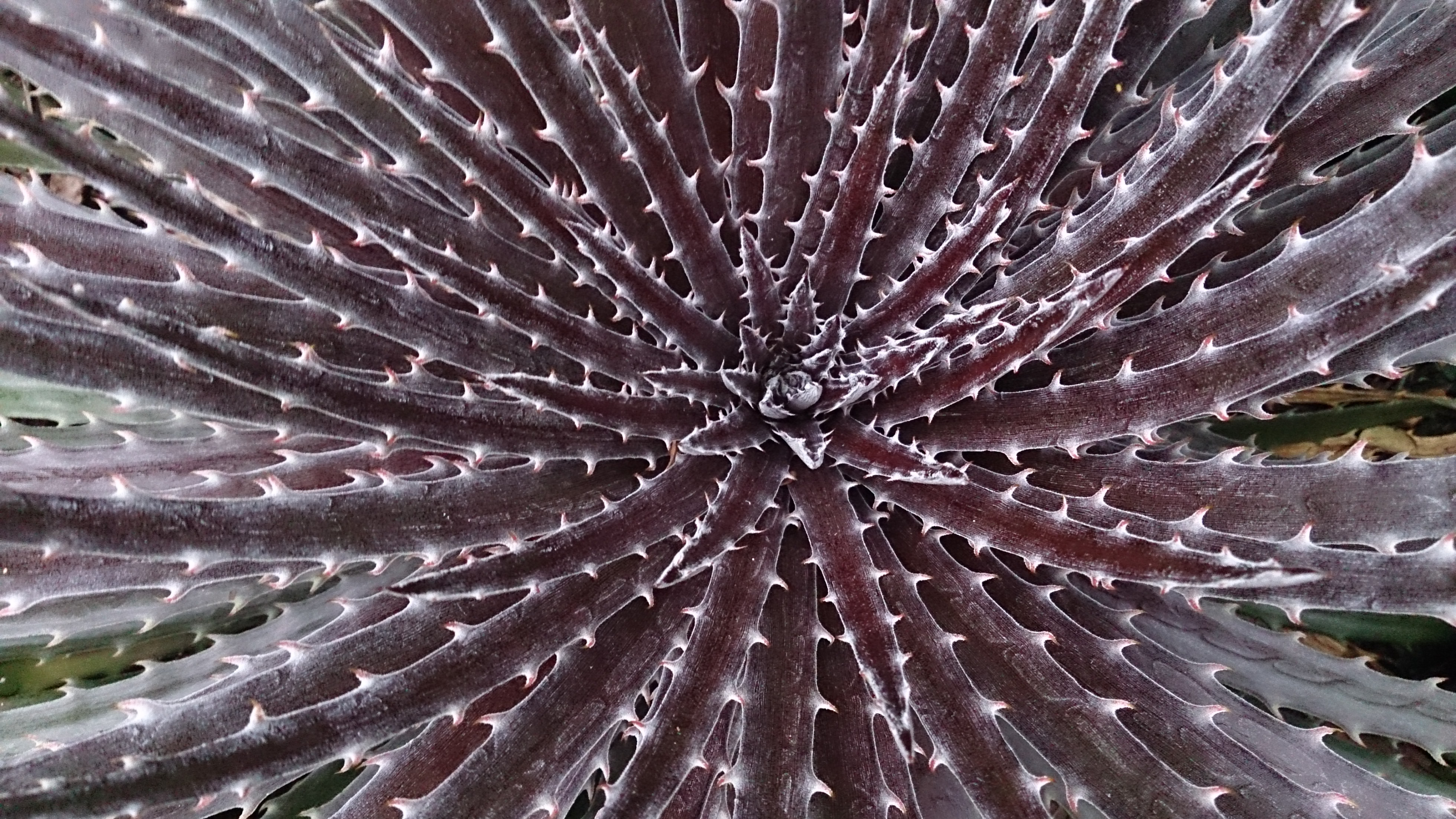
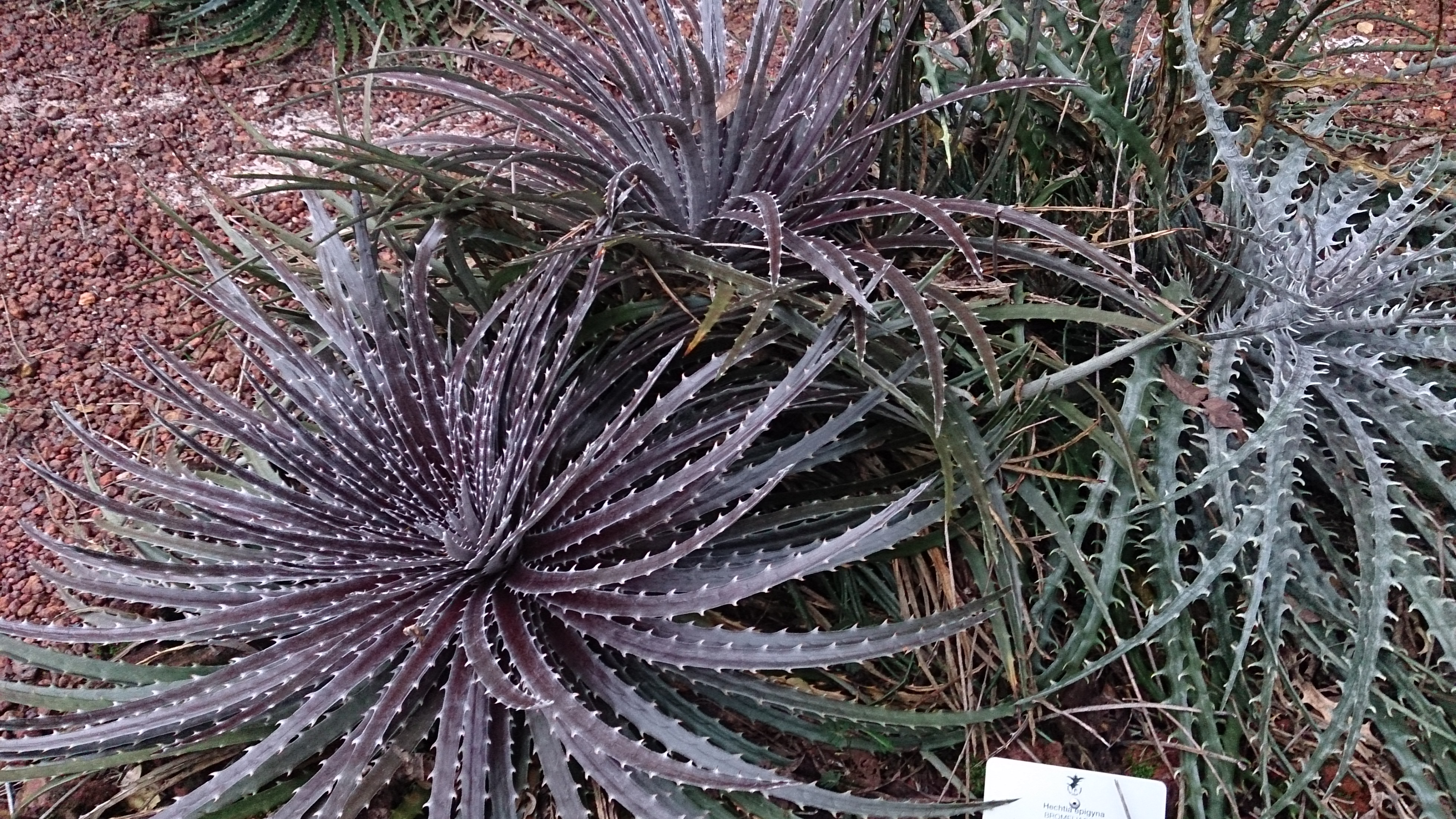
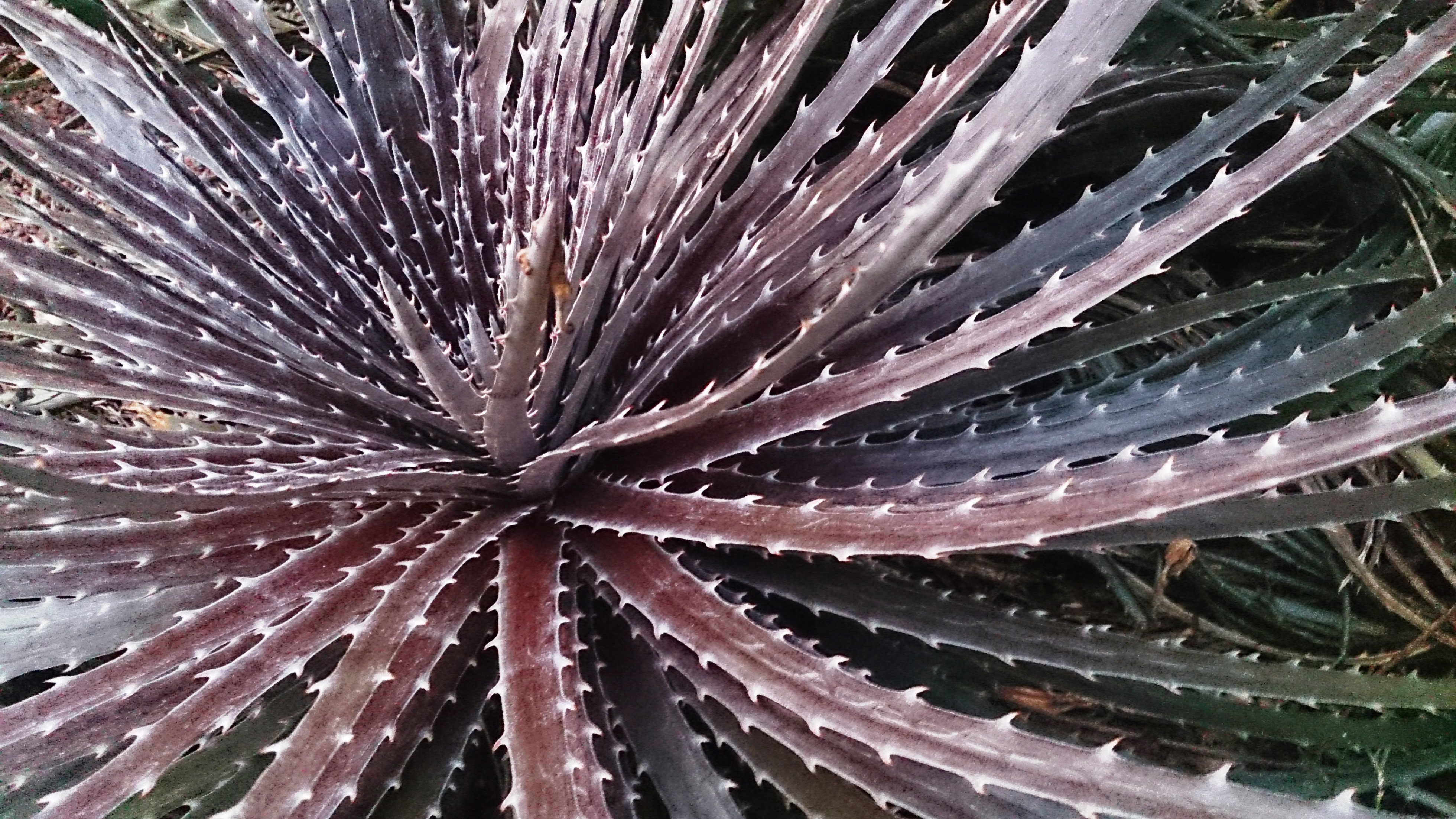